# Stylo
«Stylo» — первый сингл с третьего альбома Plastic Beach британской виртуальной группы Gorillaz. Записан при участии музыканта Бобби Уомака и рэпера Mos Def. Вышел 26 января 2010 года.

## История
В качестве гостей в записи песни приняли участие рэпер Mos Def и музыкант Бобби Уомак. Ещё в 2002 году в фильме «Блэйд 2» рэпер Redman и группа Gorillaz в своём треке «Gorillaz on My Mind» упоминали Уомака: «Я пишу руками Бобби Уомака» (I write with Bobby Womack hands). Теперь для одной из песен своего третьего альбома Plastic Beach группа решила пригласить самого Уомака. Бобби Уомак рассказывал, что поначалу сомневался стоит ли ему принимать участие в этой записи, поскольку никогда не слышал о группе Gorillaz, однако его внучка убедила его.
Демо-версию трека «Stylo» Деймон Албарн представил публике ещё 14 января 2009 года на радиошоу Зейна Лоу. В январе 2010 года, за две недели до официальной премьеры песни, Леонард Майлз, президент лейбла Parlophone, рассказал, что песня «мрачная и звучит как саундтрек к „Лихорадке субботнего вечера“ под MDMA». За неделю же до официального выхода песня утекла в интернет. Мёрдок Никкалс написал в своём твиттере, что «Пластиковый пляж» дал течь, а виноваты во всём русские пираты. Крис Моррисон, менеджер группы, рассказал, что был очень недоволен этим происшествием, хотя и отметил, что в целом оно сыграло скорее положительную роль, так как о группе в связи с этим стали много писать в интернете. 26 января песня вышла в iTunes.
Обозреватели встретили новый сингл группы с интересом. В Rolling Stone отметили, что если и есть на новом альбоме что-то в духе прошлых хитов группы, то это «Stylo».
Сингл не попал ни в главный британский чарт, ни в американский, хотя неожиданно стал хитом в Японии, достигнув в местном чарте 8-го места.
Выходом песни оказался недоволен британский регги-певец Эдди Грант, поскольку, по его мнению, она похожа на его композицию 1983 года «Time Warp». Он сообщил, что начал консультацию с юристами, однако больше сообщений по этому поводу не поступало.
Композиция «Stylo» исполнялась вживую на протяжении всего мирового тура Escape to Plastic Beach. Бобби Уомак гастролировал вместе с Gorillaz на протяжении всего тура, а Mos Def появлялся только на некоторых концертах. В те дни, когда он не мог выступать, его заменял рэпер Bootie Brown из The Pharcyde, который ранее уже работал с Gorillaz над синглом «Dirty Harry». Бобби Уомак умер в 2014 году и в последующих турах его текст на концертах читал Peven Everett, работавший с Gorillaz над синглом «Strobelite».

## Видеоклип
14 декабря 2009 года небольшая калифорнийская газета Desert Dispatch сообщила, что 12 декабря в округе Сан-Бернардино в городе-призраке Калико проходили съёмки клипа для группы Gorillaz. Режиссёром выступил британский художник Джейми Хьюлетт. Премьера клипа состоялась 1 марта 2010 года на официальном канале группы в YouTube. Персонажи Gorillaz в этот раз были изображены трёхмерными. Видео было номинировано на премию «Грэмми» на 53-й церемонии, но проиграло клипу «Bad Romance» Леди Гаги.

### Сюжет
Мёрдок, 2-D и Кибер-Нудл мчатся по дороге идущей через пустыню в изрешечённом пулями, дымящемся чёрном Chevrolet Camaro 1969 года с надписью «Stylo» на радиаторной решётке. На них обращает внимание полицейский (играет актёр Джейсон Нотт), который начинает преследование. Несколькими выстрелами Кибер-Нудл удаётся сбить полицейскую машину с дороги. За машиной увязывается новый преследователь (играет Брюс Уиллис) на красном Chevrolet El Camino 1968 года. В это время Кибер-Нудл выходит из строя от полученных ранее ран. Справиться с преследователем без Кибер-Нудл Мёрдок и 2-D не могут. В конце концов, преследователь сбрасывает их машину с дороги в океан. Оказавшись под водой, автомобиль превращается в похожую на акулу подводную лодку и уплывает. Раненого полицейского поглощает Бугимен.

## Треклист
- Promotional CD single[20]

1. «Stylo» (radio edit) — 3:53
2. «Stylo» (album version) — 4:30
3. «Stylo» (instrumental) — 4:30

- Promotional CD single — Remixes[21]

1. «Stylo» (Labrinth SNES Remix) (featuring Tinie Tempah) — 4:15
2. «Stylo» (Alex Metric Remix) — 6:15
3. «Stylo» (DJ Kofi Remix) — 3:44
4. «Stylo» (Chiddy Bang Remix) — 3:36

- 10" vinyl[22]

1. «Stylo» (radio edit) — 3:53
2. «Stylo» (instrumental) — 4:30

- 12" vinyl[23]

A1. «Stylo» (radio edit) — 3:53
A2. «Stylo» (Labrinth SNES Remix) (featuring Tinie Tempah) — 4:15
A3. «Stylo» (Tenkah Remix) — 4:48
A4. «Stylo» (Alex Metric Remix) — 6:15
A5. «Stylo» (Chiddy Bang Remix) — 3:36
A6. «Stylo» (Death Metal Disco Scene Remix) — 7:53
B1. «Stylo» (instrumental) — 4:30
B2. «Stylo» (Annie Mac Minimix) — 5:05
B3. «Stylo» (DJ Kofi Remix) — 3:44
B4. «Stylo» (Yuksek Remix) — 5:07
B5. «Stylo» (Tong and Rogers Wonderland Mix) — 4:12
B6. «Stylo» (Louis La Roche 'Better Late Than Never' Remix) — 3:28

## Участники записи
- Деймон Албарн — вокал, клавишные
- Mos Def — вокал
- Бобби Уомак — вокал
- Стивен Седжвик — программирование, звукозапись
- Джейсон Кокс — микширование, звукозапись
- Хоуи Вайнберг — мастеринг
- Майкл Маковски — ассистент звукозаписи

## Чарты
| Чарт (2010)                            | Высшая позиция |
| -------------------------------------- | -------------- |
| Австралия (ARIA)                       | 48             |
| Австрия (Ö3 Austria Top 40)            | 40             |
| Бельгия/Фландрия (Ultratop 50)         | 31             |
| Бельгия/Валлония (Ultratop 50)         | 25             |
| Дания (Tracklisten)                    | 20             |
| Нидерланды (Single Top 100)            | 56             |
| Япония (Billboard Japan Hot 100)       | 8              |
| Швейцария (Schweizer Hitparade)        | 56             |
| US Hot Rock Songs (Billboard)          | 39             |
| US Rock Airplay (Billboard)            | 39             |
| US Rock Digital Song Sales (Billboard) | 12             |